# 摄政公园
摄政公园（英語：Regent's Park），又音译作丽晶公园，是位于英国伦敦的公园和住宅区，是伦敦御苑之一，占地166公頃（410英畝）。摄政公园位于内伦敦，行政区横跨西敏市和卡姆登区，是伦敦最大的可供户外运动的公园。公园由向公众开放的花园和运动设施、伦敦动物园、倫敦攝政大學以及不开放的别墅和其它住宅区组成。
摄政公园在各御苑中建设最晚，而且是诸御苑中唯一曾经作为综合房地产开发项目设计的园林。现在的公园基本按照知名建筑师约翰·纳什于1811年设计的方案建设。摄政公园最早曾是皇家猎苑，但从17世纪被作为农牧场放租。19世纪租期届满之后，重新规划为集摄政王夏日别馆、56栋古典式别墅、大规模排屋住宅区和其它设施为一体的花园住宅区，但由于经费限制和市场需求过少，只盖了8栋别墅和部分排屋，且并无行宫，公园部分在1838年才对外开放。

## 布局

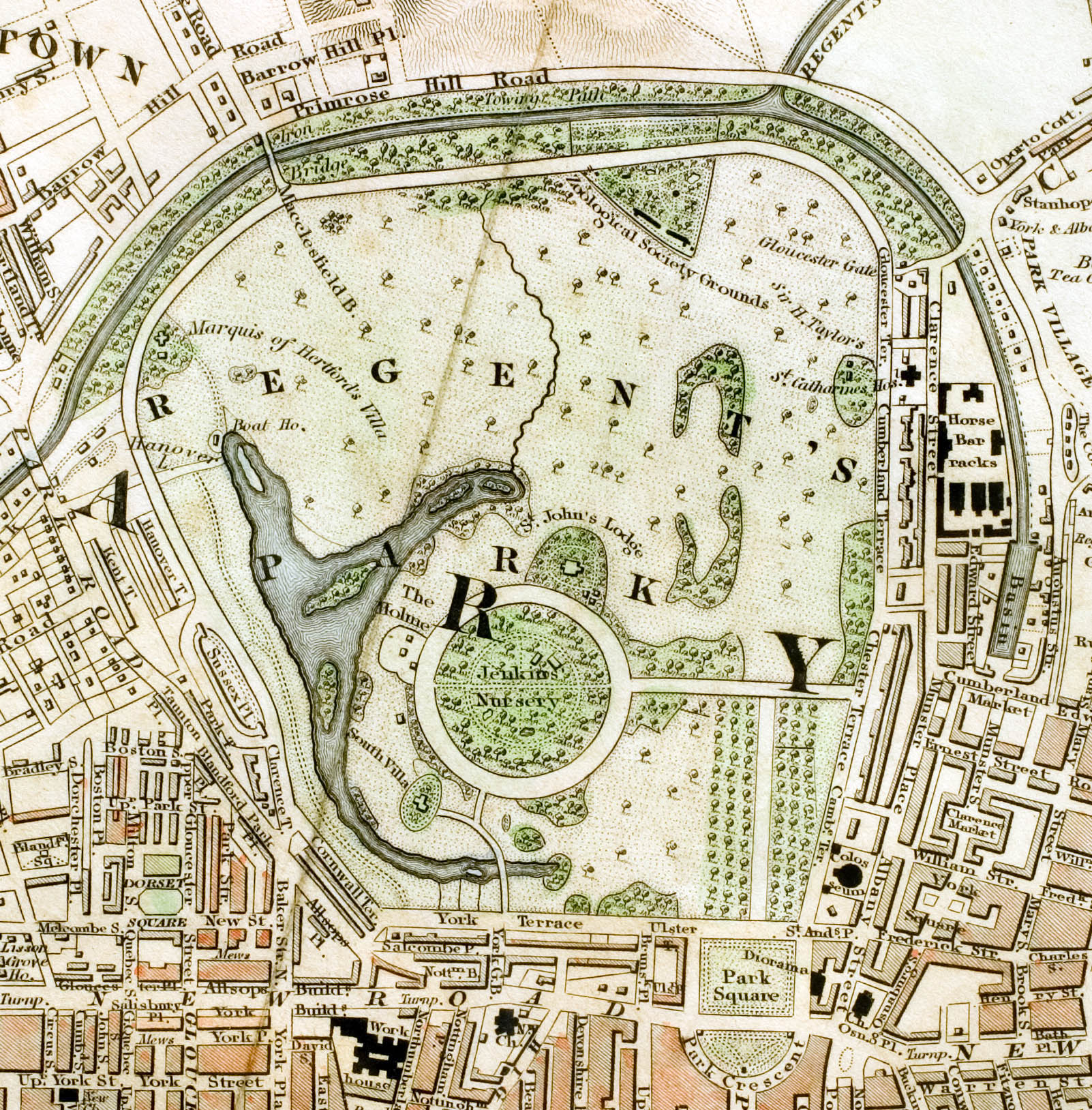
摄政公园地图（约1833年）。

摄政公园面积166公頃（410英畝），是伦敦市中心的第二大公园，位于市中心的西北端。公园大致呈圆形，其基本结构由两条环路组成：靠近公园外围的外圆环（英語：Outer circle）和中心部分的内圆环（英語：Inner Circle），两个圆环和两条连接道路是公园里唯一可通车的道路。摄政运河（英語：Regent's Canal）流经公园的北缘，而东、西、南三面的外圆环两边则排列着约翰·纳什设计的精致的白色排屋。
外圆环和内圆环之间主要是开阔的绿地，各种景观设施包括有花园、湖泊、水鸟、划船区、球场和儿童乐园。公园的北部是伦敦动物园和伦敦动物学会的总部。内圆环四周是按照纳什规划建造的几栋别墅，都是私产，多数为机构使用。另外在公园的西端还有美国驻英大使的府邸。内圆环内是公园的核心，是最精心打理的花园——玛丽女王花园。东南角则有正式意大利风格的花园。伦敦中央清真寺也在摄政公园的西端。

## 历史

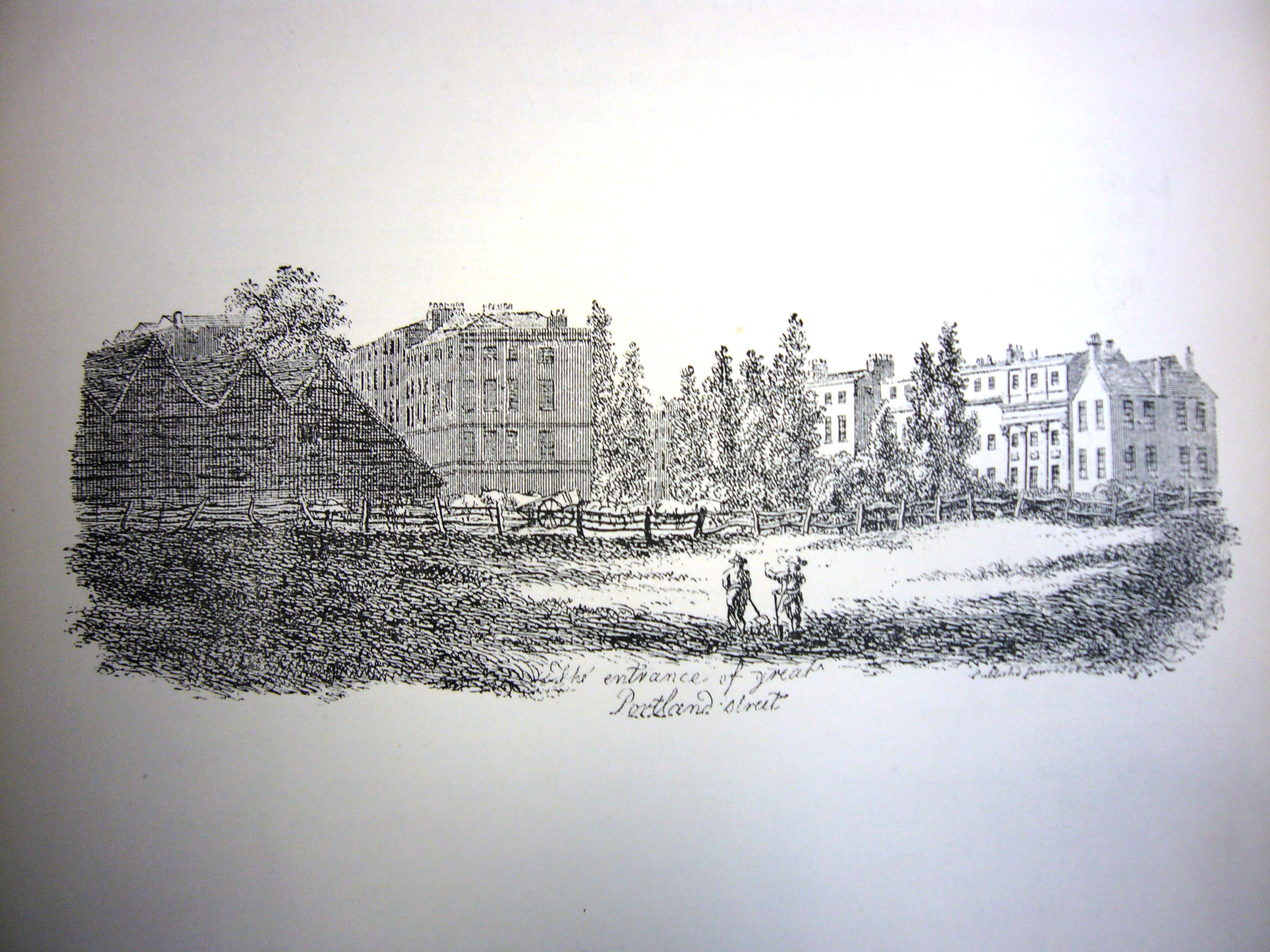
约1815年，从后来成为摄政公园的田地往南望向伦敦市区。

中世纪时代，后来成为摄政公园的土地是巴肯修道院（英語：Barking Abbey）的庙产。十六世纪时，在亨利八世解散修道院后地产被王室没收，并成为了皇家猎苑（称为“马里波恩苑”）。1649年开始猎苑被分割成小幅地皮改作为草场和牧场出租。
1811年租约期满。当时作为太子监国的摄政王乔治聘请著名建筑师约翰·纳什为这片区域设计一个总体规划。按照纳什的构思，摄政公园会成为纳什为摄政王设计的从毗邻皇宫的圣詹姆士公园往北延伸到伦敦北郊的议会山（英語：Parliament Hill）的一连串规划改造项目之一，同摄政街和林荫路旁的卡尔登府排屋区一道形成一条完整的壮观弧线。纳什设计的摄政公园包括了一座摄政王的别宫，数座供摄政王的朋友使用的别墅，以及排屋区域。
但当1818年摄政公园开始建设后，别宫和多数别墅被放弃，只有公园边缘上的排屋基本按设计完成。纳什并没有完成所有的细节设计：很多项目的最终设计都被交给其他建筑师。
1828年，伦敦动物学会获准在摄政公园的北部设立了当时还是科研设施的伦敦动物园，动物园1847年对公众开放。
1835年摄政公园开始一周两天对公众开放，此后在1850年代由于在法律中列入开放的伦敦御苑而开始基本全年对公众开放。
公园核心地带的玛丽女王花园则要到1930年代才首次对公众开放。此前这片花园是公园的苗圃，后来为皇家植物学会使用。